# Klockradio

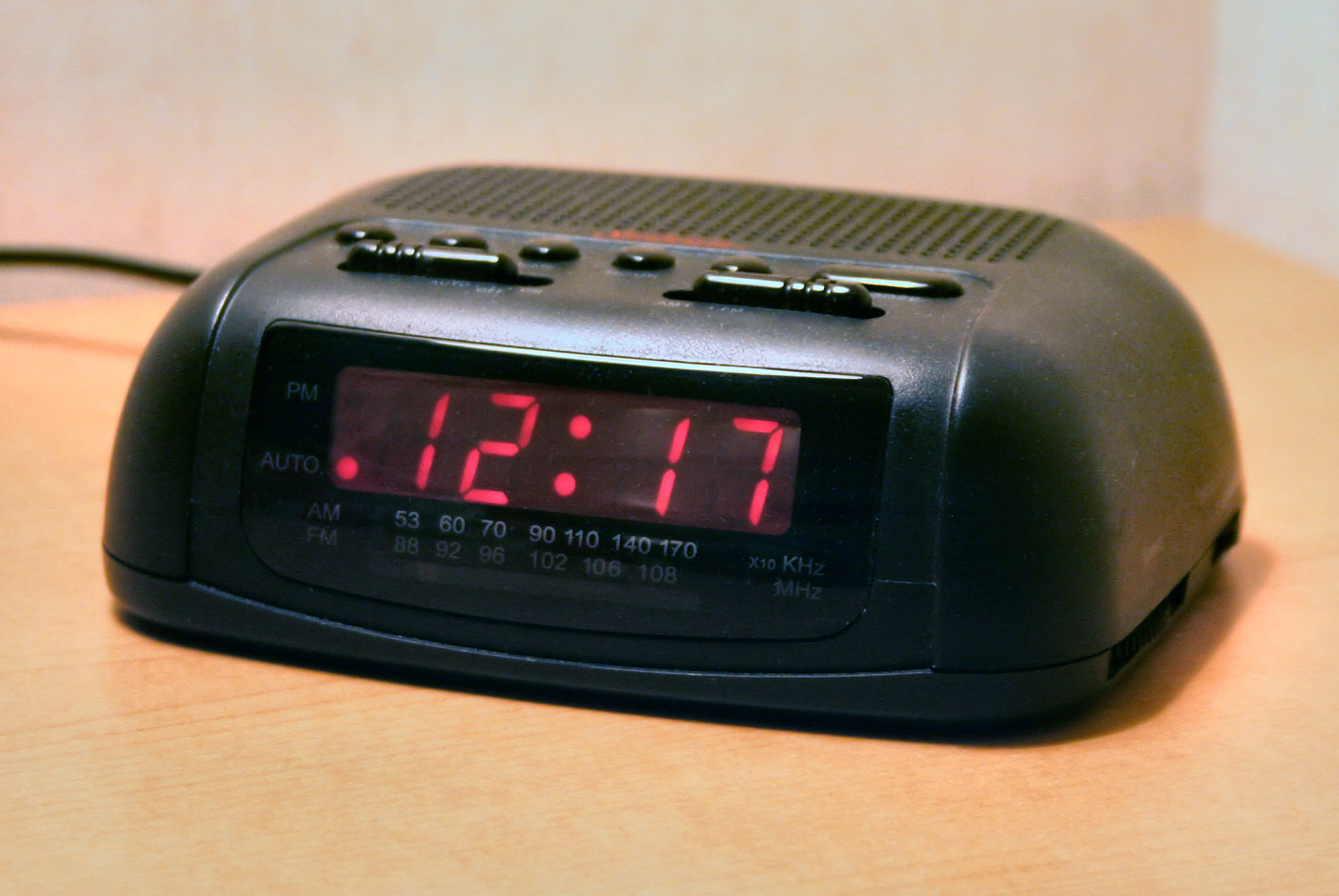
En digital klockradio.

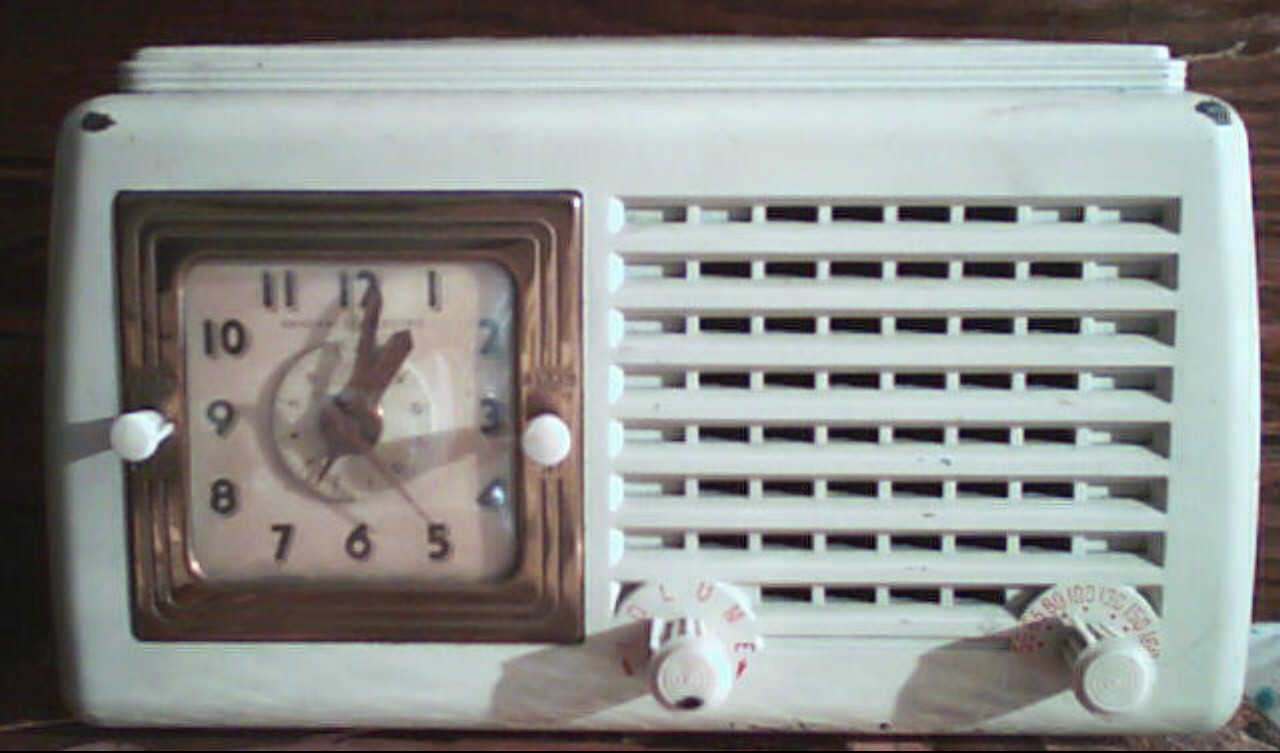
En analog klockradio från mitten av 1900-talet.

Klockradio är en typ av radio med inbyggd väckarklocka. Klockradion kan ställas in så den kan väcka med antingen radio, en väckningssignal eller ibland med båda (vid olika tider). Oftast brukar en klockradio ha ett digitalur men de finns även med analoga klockor.
Det är inte säkerställt när världens första klockradio uppfanns, eller av vem. James F. Reynolds och Paul L. Schroth Sr tillverkade en klockradio under 1940-talet. Enligt Reynolds barnbarn hade väckningssignalen på den mekaniska väckarklockan slutat fungera och då kopplades nyckeln på väckarklockans baksida ihop med volymreglaget på en radio. Vid den tiden fanns redan radioapparater med tidur.
Ordet klockradio är belagt i svenska språket från 1964.
Under 2000-talet tillverkas många modeller med inbyggda extrafunktioner, exempelvis cd-spelare, laddstation till mobiltelefon eller projektion av tiden i taket eller på väggen.